# Agostino Ricchi
Agostino Ricchi (Lucca, 31 maggio 1512 – Lucca, 6 marzo 1564) è stato un commediografo e medico italiano.

## Biografia
Agostino Ricchi (in latino, Augustinus Riccus) era figlio di Leonardo, medico, e di Margherita, figlia dell'umanista Giovanni Carminati.
Aveva 18 anni e studiava medicina all'Università di Bologna, quando fu rappresentata la sua commedia allegorica, scritta in endecasillabi piani e intitolata I tre tiranni. La prima rappresentazione avvenne a Bologna, alla presenza dell'imperatore e del papa Clemente VII, il 4 marzo 1530 - durante le feste per l'incoronazione dell'imperatore Carlo V, avvenuta sette giorni prima. Questa commedia, in cinque atti - il cui intreccio, di tipo boccaccesco, non segue le tre unità classiche, ma deriva dalla novella medievale - è caratterizzata da un alternarsi di linguaggi aulici e plebei e da una serie di situazioni realistiche, quasi ardite. In ringraziamento di questo omaggio teatrale, l'imperatore elesse Agostino Ricchi cavaliere e suo famigliare.

### Due redazioni della commedia
La commedia fu stampata per la prima volta nel 1533, a Venezia, con introduzione di Alessandro Vellutello e con dedica dell'autore al cardinale Ippolito de' Medici. Il testo della commedia è anche compreso in un manoscritto illustrato (Biblioteca statale di Lucca, ms. 1375). Nel testo a stampa, il V atto - un mélange linguistico fino allora sconosciuto nella letteratura italiana - c'è un panegirico a Carlo V, scritto in spagnolo, e ci sono lodi a Clemente VII e ai cardinali nipoti Ippolito e Alessandro de' Medici. Nella versione manoscritta invece, in lingua greca e redatto dal letterato ed editore greco Nicola Sofianòs, il panegirico è in versi neoellenici ed è indirizzato a Francesco I di Francia, a Solimano il Magnifico, al suo ministro Ibrahim e a Luigi Gritti, governatore, capitan generale e gran tesoriere del Regno d'Ungheria.

### Medico e curatore di scritti di Galeno
Agostino Ricchi nel 1534 si trasferì a Padova, per proseguire gli studi, quindi a Venezia, dove divenne segretario di Pietro Aretino. Studiò il Corpus del medico Galeno e tra il 1541 e il 1545, per i tipi di Giovanni Farri, pubblicò la Galeni operum omnium, in dieci volumi. Nel 1543, a Lucca, sposò Beatrice di Giovanni Dati, da cui ebbe cinque figli: Giulio, Balduino, Ersilia, Alderico e Clerice. Nel 1550 divenne archiatra pontificio del papa Giulio III e mantenne questo incarico presso i suoi successori, fino a papa  Pio IV. Scrisse una Hystoria aegrotationis indirizzata ad Alfonso Carafa, la cui introduzione è conservata alla Biblioteca apostolica vaticana, nel codice Barb. latino 2567, cc. 26r-28v.

## Opere a stampa

### I tre tiranni
- Agostino Ricchi, Comedia di Agostino Ricchi da Lucca, intittolata  I tre tiranni, recitata in Bologna a n. Signore, et a Cesare, il giorno de la commemoratione de la corona di sua Maestà, Vinegia, per Bernardino de Vitali, adi 14. di settembre 1533, SBN PUVE012439.
- Agostino Ricchi, Nicola Sofianòs, I tre tiranni: (secondo la redazione del cod. lucchese 1375), a cura di Cristiano Luciani, Manziana, Vecchiarelli, 2012, SBN UFI0606649.[5]

### Curatele
- Claudius Galenus, Galeni Operum omnium sectio prima [-octaua]. Illustriores quam vnquam antea prodeunt in lucem omnes hi Galeni libri. Accesserunt enim his ex veterum Graecorum exemplarium collatione adnotationes luculentissimae singulis locis in margine appositae, Augustino Ricco medico Lucensi authore, Venetiis, apud Ioannem de Farris, et fratres de Riuoltella, 1541-1543, SBN MILE002226.